# Josep Vidal-Ribas i Güell
Josep Vidal-Ribas i Güell   (Barcelona, 27 de febrer de 1888 - Barcelona, 21 de juny de 1959) va ser un empresari, tennista i dirigent esportiu català.

## Trajectòria empresarial
El seu avi Josep Vidal i Ribas (1817-1870) va ser el fundador d'una saga de comerciants i empresaris gràcies al lucratiu negoci del tràfic d'esclaus africans a Amèrica del Nord i Cuba. El seu pare Emili Vidal-Ribas i Torrents (1852-1924) es dedicava al comerç de la drogueria farmacèutica i industrial, sota la raó social Fills de Josep Vidal Ribas (posteriorment Drogueria Vidal-Ribas SA), i posteriorment va fer el salt a la producció amb la constitució de la Companyia Anònima de Productes Químics. El 1921, el seu germà Joan Vidal-Ribas i Güell, apoderat general del negoci familiar, va ser assassinat per pistolers anarquistes, encara que el veritable destinatari de l'atemptat era el germà de Josep i Joan Vidal-Ribas, Emili, un dels caps del Sometent de Barcelona, una milícia paramilitar catalana conservadora que es va estendre a la resta d'Espanya amb l'arribada al poder de Primo de Rivera.
Josep Vidal-Ribas va prendre sense èxit les regnes de la Drogueria Vidal-Ribas, dissolent la societat i llogant el magatzem del carrer de Montcada a la distribuïdora Productos Químicos Gehe, filial de l'alemanya Gehe & Co. AG constituïda el 1934.
El 1932 va ser fundador i primer president (fins a 1950) de l'Associació Mutual d'Assegurances Laietana. Va ser també vicepresident de la Cambra de Comerç de Barcelona, organisme on va exercir un paper molt actiu. A mitjans dels anys 1950 va encapçalar un grup d'empresaris i comerciants barcelonins que va intentar promoure una Expo a la ciutat, iniciativa que no va prosperar.

## Trajectòria esportiva

### Tennis
Vidal-Ribas va ser un dels pioners en la pràctica del tennis a Espanya. Després de deixar la raqueta va assumir la presidència del Reial Club de Tennis Barcelona de 1920 a 1929, que va compaginar amb altres càrrecs en organismes federatius. Primer com a president de la Federació Catalana de Tennis, de 1921 a 1923. Durant aquest mandat, va impulsar la celebració del primer Campionat del Món de tennis a pista coberta, que va tenir lloc al Palau de la Indústria de Barcelona el 1923. De la presidència de la federació catalana va passar a la de la Reial Federació Espanyola de Tennis entre 1924 i 1928, i durant aquesta etapa va assumir també la capitania de l'equip espanyol de Copa Davis.

### Comitè Olímpic Espanyol
Va ser tresorer del Comitè Olímpic Espanyol i, com a tal, va promoure el «Manifest al país», una iniciativa destinada a recaptar fons per sufragar la participació dels esportistes espanyols als Jocs Olímpics de París de 1924.

### Futbol Club Barcelona
Finalitzada ja la Guerra Civil Espanyola, el 12 de març de 1940 les autoritats esportives del nou Règim franquista van imposar una nova junta directiva al FC Barcelona. Enrique Piñeyro Queralt, marquès de la Mesa de Asta, va ser nomenat president i a Vidal-Ribas se li va assignar la vicepresidència. Aquesta primera junta, celebrada el 22 de juliol, va tenir com a principal comesa l'adequació del club al nou règim, amb mesures com la depuració d'empleats o la reforma dels estatuts.
Després de dues temporades i mitja al capdavant del club, i acabat de conquerir la Copa del Generalíssim de 1942, l'1 de juliol del 1942, Enrique Piñeyro presentà la seva dimissió al Consell directiu i els informà de la carta que havia enviat al president de la Federació Catalana de Futbol, Javier de Mendoza, demanant la seva substitució al capdavant del club. El 10 de juliol, l'organisme regional va autoritzar el cessament del president i la seva junta, ordenant a Vidal-Ribas fer-se càrrec del club, al capdavant d'una comissió interina integrada per Juan Agustí Peypoch i Estimat Casajuana. No obstant això, la marxa de Piñeyro no va obtenir el beneplàcit de la Reial Federació Espanyola de Futbol, que l'1 d'agost va publicar una nota ratificant-ho en el càrrec. El 13 d'agost del 1942 va tenir lloc una reunió de la junta directiva barcelonista on es va oficialitzar el retorn del marquès de la Mesa de Asta, posant fi a 33 dies de presidència interina. En aquesta nova directiva Vidal-Ribas va passar a ocupar el càrrec de secretari, que va mantenir fins a la dimissió definitiva de Piñeyro, el 14 d'agost del 1943. Després de deixar la junta va ser membre del Consell Econòmic Consultiu del club.
L'octubre de 1953, després de la dimissió del president Enric Martí Carreto pel polèmic cas di Stéfano, la Federació Catalana de Futbol va nomenar una comissió gestora formada pels deu expresidents vius del club, entre ells Vidal-Ribas, que van comandar l'entitat fins al mes de desembre, quan Francesc Miró-Sans va ser elegit nou president. Com a membre d'aquesta gestora va ser l'encarregat de signar l'acta de renúncia sobre els drets que el FC Barcelona tenia sobre Alfredo di Stéfano, a favor del Real Madrid.
Un dels seus tretze fills, Carles Vidal-Ribas i Zaragoza, va ser també directiu del FC Barcelona entre 1965 i 1968, ocupant una vocalia a la junta presidida per Enric Llaudet.